# Francesco Bartolomeo Rastrelli
Francesco Bartolomeo Rastrelli (Franciaország, Párizs, 1700. – Oroszország, Szentpétervár, 1771. április 29.) olasz származású orosz építész. Számos barokk épületet épített Szentpéterváron, beleértve a Sztroganov palotát is, a Vorontsov palota, a Szmolnij kolostor, és részben az Anichkov-palota (később klasszicista stílusban újjáépített), valamint a Gostiny Dvor (terve). A legismertebb többek között a szentpétervári Téli Palota (Ermitázs).

## Életpályája
Francesco Bartolomeo Rastrelli apja a szobrász Carlo Bartolomeo Rastrelli volt, akit később a pápa Párizsban örökletes grófi címre emelt. Rastrelli 1716-ban apjával, Carlo Bartolomeo Rastrellivel Oroszországba utazott, ahol Nagy Péter cár építészeként és szobrászaként dolgozott. Az első öt évben apja tanítványa volt, aki az orosz arisztokrácia palotáinak belső terét díszítette. Fia, a gazdag képzelőerővel bíró Francesco 17 éves korában, 1721-től már mint építészmérnök tervezte első önálló munkáit. Később Olaszországba, Franciaországba és Poroszországba utazott. 1730 után tért vissza Oroszországba, ahol bírósági építésznek nevezték ki.
Munkássága alatt számos palotát emelt az orosz uralkodók és a császári udvar tagjai számára. Különösen az Anna és Erzsébet cárnő megbízásából, akik kedvelték a fényűző luxust. Anna számára két palotát épített Moszkvában, és két palotát Lettországban. A császárnő, aki elégedett volt Rastrelli munkájával, fővárosi építésszé nevezte ki.
Erzsébetnek 20 éves uralkodása alatt Rastrelli 12 palotát és számos katedrálist épített. Engedélyével otthont épített az udvaroncoknak is. (Szentpéterváron a Stroganov és Vorontsov paloták.)
1749 és 1756 között a Rastrelli újjáépítette Bolshoi Dvorets (Nagy-palota) Carszkoje Szeloban (most Puskin), és parkjában egy pavilon sorozatot is épített. A Carszkoje Szelo palota (most Puskin-palota) homlokzatainak és belső terének díszítése, valamint plaszticitásának és színének gazdagságára különösen figyelemre méltó.
1748-ban a császárné parancsára Rastrelli megkezdte a Szmolnij kolostor építését is Szentpétervár külvárosában.
A Szentpétervári Téli Palota (1754–1762) Rastrelli építészetének csúcspontja volt. A háromemeletes épület négyszög alakú: a hatalmas négyzet alakú terek egyesítik egymást a sarkukban, széles, háromemeletes galériákkal, ahol az előszobák és a lakóházak találhatók. A palota az orosz építészeti barokk csúcsának és végének kezdete.

## Főbb munkái
- Téli Palota, Szentpétervár
- Marijinszkij-palota, Kijev
- Rundale Palota, Lettország
- Smolny Katedrális, Oroszország